# 妮古拉·怀特
妮古拉·怀特（英語：Nicola White，1988年1月20日—），英国女子曲棍球运动员。她曾代表英国参加2012年和2016年夏季奥林匹克运动会曲棍球比赛，获得一枚金牌和一枚铜牌。